# Мой друг Наврузов
«Мой друг Наврузов» — художественный фильм режиссёров Шамси Киямов и Николая Литуса, снятый им в 1957 году на Сталинабадской киностудии «Таджикфильм», Таджикской ССР. Дебютная работа Николая Литуса, снявшего через несколько лет фильм «Королева бензоколонки».

## Сюжет
Остросоциальная драма, прославляющая новаторские взгляды, нормы управления народным хозяйством, прогрессивного героя, агронома Джуры Наврузова, обладающего высокими нравственными принципами, с особо обострённым чувством ответственности перед социалистическим обществом.

## В ролях
- Гурминдж Завкибеков — Джура Наврузов, агроном
- Мухаммеджан Касымов — Тупалангов
- Нозукмо Шомансурова — Гульбахор, жена Наврузова
- Шамси Джураев — Одил-ота, Наимджон Гиясов

### В эпизодах
- Тути Гафарова
- Назакат Заирова
- Шамси Киямов[1]